# ألكسندر هيو هولمز ستيوارت
ألكسندر هيو هولمز ستيوارت (بالإنجليزية: Alexander Hugh Holmes Stuart)‏ (2 أبريل 1807 - 13 فبراير 1891) هو محامي بارز من فيرجينيا وشخصية سياسية أمريكية ارتبطت بعدة أحزاب سياسية.  خدم ستيوارت في كل من مجلسي الجمعية العامة لولاية فرجينيا (1836-1838، 1857-1861 و 1874-1877)، وكان عضو الكونغرس الأمريكي (1841-1843)، وشغل منصب وزير الداخلية (1850 - 1853). عارض ستيوارت انفصال فيرجينيا ولم يتولى أي منصب بعد انتهاء ولايته في مجلس شيوخ فرجينيا خلال الحرب الأهلية الأمريكية، ولكنه حرم بعد الحرب من أخذ مقعد في الكونغرس. قاد ستيوارت لجنة التسعة التي حاولت إصلاح خطة الكونغرس حول إعادة الإعمار، وشغل أيضا في منصب رئيس جامعة فرجينيا.

## التعليم
تعلم في جامعة فرجينيا.